# 门泰谢
门泰谢（奥斯曼土耳其语：منتشه，土耳其语：Menteşe）是在羅姆蘇丹國衰落之後在安納托利亞地區出現的眾多安纳托利亚贝伊国之一，由烏古斯人在1260年-1290年創建，门泰谢得名自其奠基人门泰谢貝伊。其首都是安納托利亞西南部的米拉斯。
贝伊国位置大致對應於古代的卡里亞或現代土耳其穆拉省，包括該省的三個突出半島，也控制如塔瓦斯等的西部城市。
贝伊国也擁有當地相對強大的海軍，另一重點是建築，菲魯茲貝伊清真寺和伊利亞斯貝伊清真寺是著名建築。
门泰谢在1390年第一次被納入鄂圖曼帝國內，在1402年之後帖木兒恢復了侯國，但它於1414年承認了鄂圖曼帝國的地位。1426年，门泰谢被明確納入鄂圖曼帝國內。